# Altafulla (kommun)
Altafulla är en kommun i Spanien.   Den ligger i provinsen Província de Tarragona och regionen Katalonien, i den östra delen av landet, 400 km öster om huvudstaden Madrid. Antalet invånare är 4 835. Arean är 7,0 kvadratkilometer. Altafulla gränsar till La Nou de Gaià, La Pobla de Montornès, La Riera de Gaià, Tarragonès och Torredembarra. 
Terrängen i Altafulla är platt.